# Galeria Bałtycka

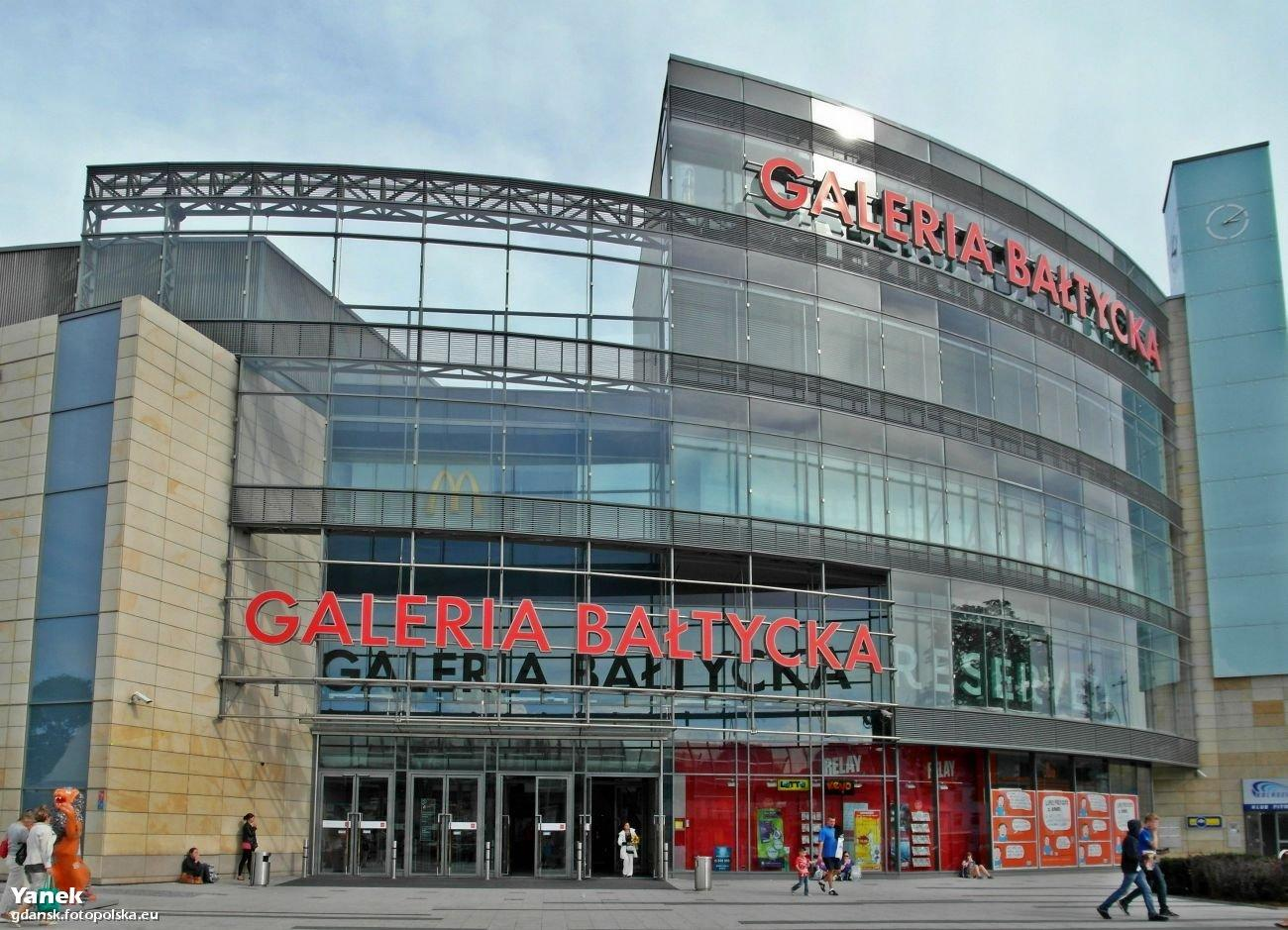
Galeria Bałtycka

Die (zu deutsch) Baltische Galerie (polnisch Galeria Bałtycka) ist ein Einkaufszentrum in Danzig-Langfuhr.
Sie liegt ziemlich zentral und erreicht in ihrem Einzugsgebiet rund 1.200.000 Einwohner.
Die Mietfläche beträgt ca. 47.100 m² und ist auch zu 100 % vermietet. Sie beherbergt knapp 200 Geschäfte, 15 Restaurants und Cafés und 1.100 Parkplätze. Eröffnet wurde das Center im Herbst 2007.